# Telmatoscopus ejundicus
Telmatoscopus ejundicus är en tvåvingeart som beskrevs av Quate 1962. Telmatoscopus ejundicus ingår i släktet Telmatoscopus och familjen fjärilsmyggor. Inga underarter finns listade i Catalogue of Life.